# 小野克典
小野 克典（おの かつのり、1968年（昭和43年）8月26日 - ）は、日本の政治家。埼玉県桶川市長（4期）、元埼玉県議会議員（2期）、元桶川市議会議員（2期）。日本会議地方議員連盟正会員。

## 経歴
埼玉県桶川市出身。桶川市立加納小学校、桶川市立加納中学校を経て、東海大学浦安高等学校、東海大学工学部建築学科卒業。20代で警備会社を立ち上げた。
1999年（平成11年）11月、桶川市議会議員に初当選。2003年（平成15年）、再選。
2007年（平成19年）4月、埼玉県議会議員に初当選。同年5月、中屋敷慎一、舟橋一浩、鈴木正人らとともに会派「無所属刷新の会」を立ち上げ、同会派の幹事長に就任する。2011年（平成23年）、再選。
2013年（平成25年）1月、桶川市長の岩崎正男から後継出馬を打診され、桶川市長選挙に無所属で立候補することを表明。同年2月26日、埼玉県議会議員を辞職。同年4月14日に行われた桶川市長に立候補し、元市議の北村文子を破り初当選。
2017年（平成29年）、無投票で再選。
2018年（平成30年）5月30日に脳内出血で入院、左手足に麻痺が残るも10月1日に公務に復帰した。
2021年（令和3年）4月、無投票で3選。

## 人物・市政
- 熊谷陸軍飛行学校桶川分教場を「桶川飛行学校平和祈念館」として復元整備。
- 2021年（令和3年）2月1日、LGBTなど性的少数者のカップルが婚姻に相当する関係にあると認める「パートナーシップ宣誓制度」を導入した[7]。
- 毎年元日にテレビ埼玉で放送される「埼玉政財界人チャリティ歌謡祭」に美川憲一、水前寺清子、MISIA、美空ひばりなどに扮して出演しており、そのクオリティの高さから同番組ファンの注目も高い。SNSなどでも話題となることが多く、同番組の顔となりつつある[8][9]。
- 尊敬する人物は上杉鷹山、ジョン・F・ケネディ、マーガレット・サッチャー。
- 座右の銘は「常に感謝の気持ちと謙虚な気持ちで」。